# Beni Bechir (Marruecos)
Beni Bechir (en árabe: بني بشير‎, en francés: Bni Bechir) es un municipio marroquí en la región de Tánger-Tetuán-Alhucemas. Desde 1912 hasta 1956 perteneció a la zona norte del Protectorado español de Marruecos.